# Мельнична (Слободо-Туринський район)
Ме́льнична (рос. Мельничная) — присілок у складі Слободо-Туринського району Свердловської області. Входить до складу Усть-Ніцинського сільського поселення.
Населення — 7 осіб (2010, 14 у 2002).
Національний склад населення станом на 2002 рік: росіяни — 100 %.